# Timbang Jaya
Timbang Jaya is een bestuurslaag in het regentschap Langkat van de provincie Noord-Sumatra, Indonesië. Timbang Jaya telt 3302 inwoners (volkstelling 2010).